# Steve Hegg
Steve Hegg (Dana Point, Califòrnia, 3 de desembre de 1963) va ser un ciclista nord-americà que fou professional de 1990 al 2000. Va competir en proves de pista aconseguint el seu èxit, més important el va aconseguir als Jocs Olímpics de 1984 a Los Angeles, on va guanyar la medalla d'or a la prova de Persecució individual.
En carretera destaquen diferents campionats nacionals tant en ruta com contrarellotge.
Un cop retirat, va ser director esportiu de diferents equips.

## Palmarès en pista
- 1983
  -  Campió dels Estats Units en Persecució per equips
- 1984
  -  Medalla d'or als Jocs Olímpics de Los Angeles en Persecució individual
  -  Medalla de plata als Jocs Olímpics de Los Angeles en Persecució per equips (amb David Grylls, Patrick McDonough i Leonard Nitz)
  -  Campió dels Estats Units amateur en Persecució
- 1986
  -  Campió dels Estats Units en Persecució per equips
- 1995
  -  Campió dels Estats Units en Madison (amb Jeff Pierce)

## Palmarès en ruta
- 1987
  - Medalla d'or als Jocs Panamericans en contrarellotge per equips
- 1990
  -  Campió dels Estats Units en contrarellotge
- 1992
  - Vencedor d'una etapa a la Redlands Classic
  - Vencedor d'una etapa al Dupont Tour
- 1993
  - Vencedor d'una etapa a la Redlands Classic
- 1994
  -  Campió dels Estats Units en ruta
  - Vencedor d'una etapa a la Redlands Classic
- 1995
  -  Campió dels Estats Units en contrarellotge
  - Vencedor d'una etapa a la Volta a la Xina
  - Vencedor d'una etapa a la West-Virginia Mountain Classic
- 1996
  -  Campió dels Estats Units en contrarellotge
  - Vencedor de 2 etapes a la Redlands Classic